# Сандерс (округ)
Округ Сандерс (англ. Sanders County) располагается в штате Монтана, США. Официально образован в 1905 году. По состоянию на 2010 год, численность населения составляла 11 413 человека.

## География
По данным Бюро переписи США, общая площадь округа равняется 7226,107 км2, из которых 7150,997 км2 — суша и 75,110 км2 или 1,1 % — это водоёмы.

### Соседние округа
- Линкольн, Монтана — на севере
- Флатхед, Монтана — на северо-востоке
- Лейк, Монтана — на востоке
- Мизула, Монтана — на юго-востоке
- Минерал, Монтана — на юге
- Шошоне, Айдахо — на западе
- Боннер, Айдахо — на северо-западе

### Природоохранные территории
- Национальный лес Каниксу (частично)
- Национальный лес Кутеней (частично)
- Национальный лес Лоло (частично)

### Климат
Согласно классификации климатов Кёппена, в зависимости от используемого варианта, в Томпсон-Фолс либо океанический климат, либо теплый летний влажный континентальный климат, которые на климатических картах сокращенно обозначаются аббревиатурами «Cfb» и «Dfb» соответственно.

## Население
По данным переписи населения 2000 года в округе проживает 10 227 жителей в составе 4 273 домашних хозяйств и 2 897 семей. Плотность населения составляет 1,00 человек на км2. На территории округа насчитывается 5 271 жилых строений, при плотности застройки около 1,00-го строения на км2. Расовый состав населения: белые — 91,91 %, афроамериканцы — 0,13 %, коренные американцы (индейцы) — 4,74 %, азиаты — 0,30 %, гавайцы — 0,01 %, представители других рас — 0,26 %, представители двух или более рас — 2,64 %. Испаноязычные составляли 1,55 % населения независимо от расы.
В составе 26,20 % из общего числа домашних хозяйств проживают дети в возрасте до 18 лет, 57,30 % домашних хозяйств представляют собой супружеские пары проживающие вместе, 7,10 % домашних хозяйств представляют собой одиноких женщин без супруга, 32,20 % домашних хозяйств не имеют отношения к семьям, 28,00 % домашних хозяйств состоят из одного человека, 11,60 % домашних хозяйств состоят из престарелых (65 лет и старше), проживающих в одиночестве. Средний размер домашнего хозяйства составляет 2,35 человека, и средний размер семьи 2,86 человека.
Возрастной состав округа: 23,80 % моложе 18 лет, 5,50 % от 18 до 24, 22,10 % от 25 до 44, 31,80 % от 45 до 64 и 31,80 % от 65 и старше. Средний возраст жителя округа 44 лет. На каждые 100 женщин приходится 102,10 мужчин. На каждые 100 женщин старше 18 лет приходится 100,50 мужчин.
Средний доход на домохозяйство в округе составлял 26 852 USD, на семью — 31 340 USD. Среднестатистический заработок мужчины был 28 340 USD против 17 630 USD для женщины. Доход на душу населения составлял 14 593 USD. Около 13,30 % семей и 17,20 % общего населения находились ниже черты бедности, в том числе — 23,30 % молодежи (тех, кому ещё не исполнилось 18 лет) и 9,20 % тех, кому было уже больше 65 лет.